# Kumho Asiana Group
 (août 2023).
Si vous disposez d'ouvrages ou d'articles de référence ou si vous connaissez des sites web de qualité traitant du thème abordé ici, merci de compléter l'article en donnant les références utiles à sa vérifiabilité et en les liant à la section « Notes et références ».
Kumho Asiana Group (en coréen : 금호아시아나그룹) est l'un des plus grands chaebol coréens. Il possède des filiales dans l'automobile, les loisirs, la logistique, la pétrochimie ou encore dans le transport aérien. Le groupe a été fondé en 1946. En février 2006, pour fêter ses 60 ans d'existence, le groupe a changé son logotype.